# Lia (pt.1)
LIA (pt.1) é o segundo álbum de estúdio do cantor e drag queen brasileiro Lia Clark, lançado em 03 de fevereiro de 2022.

## Lista de Faixas
Todas as faixas escritas e compostas por Lia Clark, Renato Messas, André Vieira, Breder, Martins, Raphael Klismman, Tállia e Wallace Viana. 
| N.º            | Título                                                    | Duração |  |
| 1.             | "Sentadinha Macia"                                        | 2:17    |  |
| 2.             | "PQP! (tu fez do jeito que eu queria)" (part. MC Naninha) | 2:21    |  |
| 3.             | "VRAU"                                                    | 2:17    |  |
| 4.             | "Não Fui Eu"                                              | 2:17    |  |
| 5.             | "Doce"                                                    | 2:16    |  |
| 6.             | "Eu Viciei" (part. Pocah)                                 |         |  |
| 7.             | "Sentadinha Macia (Video Break Mix)"                      | 2:36    |  |
| Duração total: | Duração total:                                            | 15:38   |  |